# Niemand heeft nog tijd
"Niemand heeft nog tijd" ("Já ninguém tem tempo") foi a canção que representou os Países Baixos no Festival Eurovisão da Canção 1997 que teve lugar em Dublin, Irlanda, em 3 de maio desse ano.
A referida canção foi interpretada pela banda Mrs. Einstein (constituída por Linda Snoeij, Marjolein Spijkers,Saskia van Zutphen, Suzanne Venneker e Paulette Willemse) em neerlandês. Foi a oitava canção a ser interpretada na noite do festival (a seguir à canção helvética "Dentro di me" cantada por Barbara Berta e antes da canção italiana "Fiumi di parole", interpretada pelo duo Jalisse). Terminou a competição em 22.º lugar  (empatada com a canção suíça "Dentro di me, interpretada por Barbara Berta) tendo recebido 5 pontos. No ano seguinte, em 1998, os Países Baixos foram representados por Edsilia que interpretou o tema "Hemel en aarde".

## Autores
- Letrista: Ed Hooijmans
- Compositor: Ed Hooijmans
- Orquestrador: Dick Bakker

## Letra
A canção é um número up-tempo, com as cantoras lamentando o fa(c)to de que o mundo moderno tem feito a vida conveniente, mas também significou que as pessoas não têm tempo de se concentrar nas necessidades de uns dos outros. Eles cantam sobre a necessidade de se ter tempo para perceber o mundo e aqueles em seu redor.

## Outras versões
A banda também gravou esta canção em inglês e em alemão. Existe também uma versão karaoke.
- "Running out of time" (em inglês)
- "Niemand hat mehr Zeit (em alemão)
- versão karaoke